# Vallée d'Aoste Torrette supérieur
Le Vallée d'Aoste Torrette supérieur est un vin rouge italien de la région autonome Vallée d'Aoste doté d'une appellation DOC depuis le 30 juillet 1985. Seuls ont droit à la DOC les vins récoltés à l'intérieur de l'aire de production définie par le décret. Les vignobles autorisés se situent en Vallée d'Aoste dans les communes d’Aoste, Aymavilles, Charvensod, Gressan, Introd, Jovençan,  Quart,  Saint-Christophe, Sarre et Villeneuve.
Le vin rouge du Vallée d'Aoste Torrette supérieur répond à un cahier des charges plus exigeant que le Vallée d'Aoste Torrette, essentiellement en relation avec le titre alcoolique et le vieillissement.

## Caractéristiques organoleptiques
- couleur : rouge rubis vif  avec des reflets violacés
- odeur : fin, intense, vineux avec des arômes de roses sauvages
- saveur : sec, velouté, légèrement amer.

Le Vallée d'Aoste Torrette supérieur  se déguste à une température de 15 à 16 °C et il se gardera  3 – 5 ans. 

## Production
Province, saison, volume en hectolitres :
- pas de données disponibles